# Kashmireuma schawallari
Kashmireuma schawallari är en mångfotingart som beskrevs av Shear 1987. Kashmireuma schawallari ingår i släktet Kashmireuma och familjen Kashmireumatidae. Inga underarter finns listade i Catalogue of Life.